# Северная (Свердловская область)
Северная — деревня в Верхнесалдинском городском округе Свердловской области. Центр сельской администрации деревни Северная.

## География
Населённый пункт расположен по обоим берегам реки Северка в 8 километрах на юго-запад от административного центра округа — города Верхняя Салда.

### Часовой пояс
Северная, как и вся Свердловская область, находится в часовой зоне МСК+2. Смещение применяемого времени относительно UTC составляет +5:00.

## Население
| 2002 | 2010 | 2021 |
| ---- | ---- | ---- |
| 512  | ↗550 | ↘408 |

## Инфраструктура
Деревня разделена на пять улиц (8 Марта, Красноармейская, М.Горького, Мичурина, Пушкина), есть почтовое отделение.